# Les Chaussures de l'ambassadeur
Les Chaussures de l'ambassadeur (The Ambassador's Boots) est une nouvelle policière d'Agatha Christie mettant en scène les personnages de Tommy et Tuppence Beresford.
Initialement publiée le 12 novembre 1924 dans la revue The Sketch au Royaume-Uni, cette nouvelle a été reprise en recueil en 1929 dans Partners in Crime au Royaume-Uni et aux États-Unis. Elle a été publiée pour la première fois en France dans le recueil Le crime est notre affaire en 1972.
Dans le recueil Le crime est notre affaire, Agatha Christie imite le style des enquêteurs créés par les auteurs de policiers en vogue à cette époque. Dans cette nouvelle, elle parodie le Dr Reggis Fortune créé par H. C. Bailey,.

## Résumé
Lors du retour d'un voyage à l'étranger, un ambassadeur avait interverti son sac, contenant ses chaussures, avec celui d'une autre personne qu'il connaissait. Un serviteur était venu le rechercher. Mais lorsqu'il parla de cet incident à son ami de cet échange, ce dernier l'ignora. Pourquoi ? En réalité il s'agissait d'un trafic de drogue dans lequel son ami n'était en rien impliqué. Les deux sacs avaient simplement été intervertis parce que l'on savait très bien que les sacs des ambassadeurs ne passaient pas à la douane.
Source: David Leduc

## Publications
Avant la publication dans un recueil, la nouvelle avait fait l'objet de publications dans des revues :
- le 12 novembre 1924, au Royaume-Uni, sous le titre « The Matter of the Ambassador's Boots », dans le no 1659 (vol. 128) de la revue The Sketch[3],[4] ;
- en septembre 1970, aux États-Unis, dans le no 322 (no 3, vol. 56) de la revue Ellery Queen's Mystery Magazine[5].

La nouvelle a ensuite fait partie de nombreux recueils :
- en 1929, au Royaume-Uni, dans Partners in Crime[3] (avec 14 autres nouvelles) ;
- en 1929, aux États-Unis, dans Partners in Crime[3] (avec 14 autres nouvelles) ;
- en 1972, en France, dans Le crime est notre affaire (adaptation des recueils de 1929).

## Adaptations
- 1953 : The Ambassadors Boots, feuilleton radiophonique de la série Partners in Crime, avec Richard Attenborough et Sheila Sim donnant leurs voix aux Beresford ;
- 1983 : Les Botillons de l'ambassadeur (The Ambassador's Boots), téléfilm de la série britannique Le crime est notre affaire d'ITV (épisode 6), avec Francesca Annis et James Warwick dans les rôles des Beresford.